# Mastro Filippo
Mastro Filippo (notizie dal 1191 – 1231) è stato uno scultore e architetto italiano del XIII secolo.
Forse nacque a Pavia, ma il luogo di nascita non è sicuro. Fu un maestro comacino che lavorò nelle Marche e in Umbria realizzando opere sacre di stile romanico e che si occupò anche di opere di fortificazione.

## Opere
In particolare si ricordano le seguenti opere:
- facciata della chiesa di Santa Maria della Piazza in Ancona, nel 1210;
- rifacimento delle mura di Ancona, nel 1221, di cui rimane Porta San Pietro (o Arco di Garòla) con le mura adiacenti, mentre Porta di San Giovanni (o arco della Serpe), non è più esistente;
- chiesa di San Salvatore in Ancona, del 1213-1224 (ricostruita nel XVII secolo, con il nome di S. Pellegrino e Teresa, rimangono frammenti del portale di mastro Filippo, conservati nel Museo Diocesano: una Lunetta con Cristo benedicente tra i simboli degli evangelisti Luca e Marco);
- Ampliamento del Duomo di Ancona[3]
- Palazzo del Senato di Ancona, prima del 1225 (attribuito)[4][5]
- San Giovanni Profiamma a Foligno, del 1231;
- Duomo di Osimo, del 1191[1].